# سیارک ۶۷۴۴
سیارک ۶۷۴۴ (به انگلیسی: 6744 Komoda، نامگذاری:1994JL) شش هزار و هفتصد و چهل و چهارمین سیارک کشف شده‌است که در ۶ مه ۱۹۹۴ کشف شد.
قدر مطلق سیارک برابر ۱۳٫۸۰ است.